# الغرابة
الغرابة حي من أحياء بلدية الصومعة التابعة لدائرة بوفاريك بولاية البليدة، يحدها من الشمال بلدية بوفاريك، ومن الغرب مركز حلوية ومن الجنوب مركز بهلي، أما من الشرق فتحدها المروج والمزارع ويحد المركز بصفة عامة مركز السعادة وحوش القرو ببلدية بوفاريك. توجد حول القرية العديد من المروج والمزارع وبساتين البرتقال من كل جانب، ويمارس العديد من أهلها الفلاحة التي تكاد تندثر حاليا لتوجه غالبية السكان إلى المدينة والأعمال الأخرى.
تعتبر مقبرة سيدي بن إدريس من أهم معالمها، حيث أنها المقبرة الرئيسية لسكان مدينة بوفاريك بأجمعها، وفيها مسجد الرضوان الذي يتوسط الحي والذي أنشئ قبل سنة 1840 (كما هو مدون على واجهة المسجد) ومقابر أخرى هي سيدي بوفرج بين الغرابة ومركز بهلي جنوب شرق حي بوشريط، وسيدي أحمد بن براهيم في شمال الغرابة وجنوب بوفاريك. من أحياء المركز "العوابدية، بوشريط، الزوايدية، القواسمية، النصرية، بني خليفة، بير حليمة، دوار الثلاثة، المدنية.. وغيرها. في المركز مدرستان ابتدائيتان ومتوسطة واحدة.

## تاريخيا
الغرابة هي من الأحياء القديمة التي سكنها الصنهاجيون الأمازيغ منذ فترة بعيدة وكانت تسمى غربة، إضافة إلى بني كينة وحلوية وعمروس وبني تامو وملوان وتفاحة وأولاد شبل وگرواوة-مشدوفة وغيرها ممن كانوا يشكلون بلاد بني خليل (الذي كان يتكون من الساحل وبوفاريك والجبل) في الفترة العثمانية، وذكرَ Pellissier أنّ ساحل بلاد بني خليل هو أقرب مناطق هذا الوطن إلى الجزائر العاصمة. وكان وطن خليل ينقسم إلى ثلاث أقسام، القسم الثالث يمثله حيّ الحمايد، ويمتدّ إلى سفوح الأطلس البليدي، وفيه: گرواوة وحلّوقة (حلّويَة) وحوش عبريزة وحوش شاوش وغربة، وكان سكان بلاد بني خليل يتحدثون العربية بينما بنو ميسرة وبنو صالح ممن كانوا يسكنون الجبل يتحدثون الأمازيغية.